# Southborough
Southborough este un oraș în comitatul Kent, regiunea South East, Anglia. Orașul aparține districtului Tunbridge Wells. 